# Mediaster pedicellaris
Mediaster pedicellaris is een zeester uit de familie Goniasteridae.
De wetenschappelijke naam van de soort werd in 1881 gepubliceerd door Edmond Perrier.